# گل راسن تلخ
 گل راسن تلخ(نام علمی: Helenium amarum) نام یک گونه از تیره کاسنیان است.